# Гулливер (группа)
Гулливер — советская рок-группа под руководством Сергея Галанина и Алексея Аедоницкого. Существовала в период 1983—1986 год.

## История
История группы началась после распада группы ВИА «Редкая птица» в 1983 году, когда бас-гитарист Сергей Галанин и клавишник Алексей Аедоницкий пригласили гитариста Александра Горячева и ударника Сергея Боровкова. Новоиспечённый коллектив был назван «Гулливер».
Первой записью коллектива был мини-альбом «Телефон», состоящий из четырёх песен («Телефон» (другое название — «Здравствуй!»), «Живущие не так», «Никто не знает» и «Город после дождя»), но настоящее признание группы приходится на конец 1983 года после записи первого полноценного альбома — «Пластилин».
Коллектив успешно выступает на легендарном фестивале самодеятельных групп в Долгопрудном, ведёт активную концертную деятельность.
Музыка группы охватывала широкий диапазон стилей — от рок-н-ролла и хард-рока до регги и новой волны. Её сильной стороной всегда было отменное звучание и гитарные соло Горячева, тяготевшего к мейнстриму 1970-х.
В 1984 году «Гулливер» записывает альбом «Рок-Чемодан», после чего название группы упоминается в одной из передач радиостанции Deutsche Welle, в результате чего она попадает в «чёрный список» Министерства культуры СССР. Несмотря на запрет, группа записывает в 1985 году альбом «Таблетка под язык», которому было суждено стать последним альбомом коллектива.
В 1986 году началась постепенная легализация рок-музыки в СССР, но на группу это никаким образом не повлияло — вкусы и композиторские привязанности участников коллектива расходятся и группа прекращает своё существование.

## Состав группы
- Сергей Галанин — бас-гитара, вокал
- Алексей Аедоницкий — клавишные
- Александр Горячев — гитара
- Сергей Боровков — ударные

## Дискография
- Телефон (1983)
- Мир из пластилина (другое название — Пластилин) (1983)
- Рок-Чемодан (1984)
- Таблетка под язык (1985)